# Lauren Meece
Lauren Michele Meece (Hollywood, 6 de febrero de 1983) es una deportista estadounidense que compitió en judo. Ganó una medalla de bronce en los Juegos Panamericanos de 1999 en la categoría de –48 kg.

## Palmarés internacional
| Juegos Panamericanos | Juegos Panamericanos | Juegos Panamericanos | Juegos Panamericanos |
| Año                  | Lugar                | Medalla              | Categoría            |
| -------------------- | -------------------- | -------------------- | -------------------- |
| 1999                 | Winnipeg (Canadá)    | Medalla de bronce    | –48 kg               |